# HD 166208
HD 166208，又名BD+43 2892，SAO 47237、HR 6791，是一颗恒星，视星等为5，位于銀經70.55，銀緯25.9，其B1900.0坐标为赤經18h 4m 27.9s，赤緯+43° 25.9′ 56″。